# Кавуны
Кавуны (укр. Кавуни) — посёлок в Первомайском районе Николаевской области Украины.Есть железнодорожный вокзал Кавуны на линии Колосовка — Помошная Одесской железной дороги.
Население по переписи 2001 и 2006 годов составляло 918 человек. Почтовый индекс — 55310. Телефонный код — 5132.

## Название
От укр. кавуни — «арбузы».

## История
История заселения посёлка полностью связана с историей строительства ЮЖД. 
Кавуновская железнодорожная станция была окончательно построена на Южной железной дороге в 1865 году.
Во время войны железная дорога использовалась для перевозок разных военных грузов. Когда была построена железная дорога, люди, работавшие на ней, начали строить рядом жилье, увеличивая таким образом размеры села и вскоре появилась улица Привокзальная, а затем за ней улица Мичурина и другие.

## Местный совет
55310, Николаевская обл., Арбузинский р-н, пос. Кавуны, ул. Элеваторная, 2